# Роберт Чейз
Лікар Роберт Чейз (англ. Dr. Robert Chase) — персонаж американського телесеріалу «Доктор Хаус». Його роль в серіалі виконує Джессі Спенсер.

## Біографія
Батько Чейза — Роуен Чейз, відомий лікар, кинув родину, після чого мати померла від алкоголізму. Це стало причиною ускладнення відносин між батьком та сином. В епізоді «Проклятий» Роуен приїжджає в Принстон Плейнсборо нібито на конференцію, однак Хаус дізнається, що насправді він не був на конференції, а приїжджав на консультацію до доктора Вілсона у зв'язку з пізньою стадією раку легень. Роуен їде, не повідомивши Хауса про свій стан. В серії «Помилка» Чейз дізнається про смерть свого батька, через що робить помилку, у результаті якої пацієнт гине.
Чейз — дуже талановитий лікар, неодноразово саме він встановлював правильний діагноз. В оригінальному варіанті фільму розмовляє з австралійським акцентом, оскільки родом з Австралії. Його походження часто стає причиною жартів і зауважень Хауса. Дуже часто є першим, хто погоджується з Хаусом. Не любить товстих людей, сам — бабій. Але після початку роману з Кемерон, виправляється.
У третьому сезоні починаються сексуальні відносини між Кемерон і Чейзом, які закінчуються, коли Чейз заявляє про те, що хоче розвитку їхніх відносин. Наприкінці третього сезону Хаус звільняє Чейза. Команда розпадається, проте Чейз з'являється в лікарні вже як доктор хірургічного відділення. Він знову зіштовхується з Хаусом де той час від часу просить оперувати його пацієнтів. Відносини з Кемерон у ного продовжуються і вже в п'ятому сезоні пара одружується. В шостому сезоні Чейз повертається в команду Хауса, відносини з Кемерон розриваються. У восьмому сезоні Хаус робить випробування в своїй команді, таким чином він шукає собі гідну заміну, створюючи легенду що він хворий, Чейз розгадує що він симулює хворобу і Хаус розуміє, що він знайшов того хто продовжить його справу. В двадцятій серії восьмого сезону Чейз, після спілкування з патологоанатомом лікарні який став пацієнтом Хауса, вирішує піти з команди щоб створити свою. Він розгадує що сталось з пацієнтом, оскільки Хаус відсутній у лікарні, після чого іде до Формана і звільняється. На кінець заходить до Хауса в радіологію і прощається з ним. В останній серії восьмого сезону після інсценування Хаусом своєї смерті стає завідувачем відділення диференціальної діагностики і очолює команду Хауса.